# Ezequiel Medrán
Ezequiel Luis Medrán (Rafaela, 28 dicembre 1980) è un allenatore di calcio ed ex calciatore argentino, di ruolo portiere, tecnico del Gimnasia (M).